# Rally van Ieper 2010
De Rally van Ieper 2010, officieel Geko Ypres Rally, was de 46e editie van de Rally van Ieper. De rally kaderde in het IRC.

## Ingeschreven deelnemers
| Nummer | Rijder                   | Navigator             | Auto                    |
| ------ | ------------------------ | --------------------- | ----------------------- |
| 1      | Kris Meeke               | Paul Nagle            | Peugeot 207 S2000       |
| 2      | Juho Hanninen            | Mikko Markkula        | Skoda Fabia S2000       |
| 3      | Chris Atkinson           | Stephane Prevot       | Proton Satria Neo S2000 |
| 4      | Corrado Fontana          | Nicola Arena          | Peugeot 207 S2000       |
| 5      | Michal Solowow           | Maciek Baran          | Ford Fiesta S2000       |
| 6      | Toshi Arai               | Daniel Barret         | Subaru Impreza STI      |
| 7      | Jan Kopecy               | Petr Stary            | Skoda Fabia S2000       |
| 8      | Luca Betti               | Pierangelo Scalvini   | Peugeot 207 S2000       |
| 9      | Pieter Tsjoen            | Eddy Chevaillier      | Peugeot 207 S2000       |
| 10     | Freddy Loix              | Frederic Miclotte     | Skoda Fabia S2000       |
| 11     | Patrick Snyers           | Cindy Cokelaere       | Peugeot 207 S2000       |
| 12     | Stephane Sarrazin        | Jaques julien Renucci | Peugeot 207 S2000       |
| 14     | Andreas Mikkelsen        | Ola Floene            | Ford Fiesta S2000       |
| 15     | Bernd Casier             | Francis Caesemaeker   | Skoda Fabia S2000       |
| 16     | Allister Mc Rae          | Bill Hayes            | Proton Satria Neo S2000 |
| 17     | Thierry Neuville         | Nicolas Klinger       | Peugeot 207 S2000       |
| 18     | Katejan Katejanowicz     | Jarek Baran           | Subaru Impreza STR10    |
| 19     | Bruno Magelhaes          | Carlos Magelhães      | Peugeot 207 S2000       |
| 20     | Melissa Debackere        | Bruno Brissart        | Peugeot 207 S2000       |
| 21     | Mark Van Eldik           | Robin Buysmans        | Skoda Fabia S2000       |
| 22     | Maciej Oleksowicz        | Andrzej Obrebowski    | Ford Fiesta S2000       |
| 23     | Tom Cave                 | Craig Parry           | Proton Satria Neo S2000 |
| 24     | Burcu Cetinkaya          | Cicek Guney           | Peugeot 207 S2000       |
| 25     | Didier Vanwijnsberghe    | Virginie Knockaert    | Skoda Fabia S2000       |
| 26     | Antonin Tlustak          | Jan Skaloud           | Skoda Fabia S2000       |
| 27     | Jasper Van den Heuvel    | Martine Kolman        |                         |
| 28     | Vincent Verschueren      | Yves Peyskens         | Subaru Impreza STR09    |
| 29     | Mathias Viaene           | Pieter Vyncke         |                         |
| 30     | Alexandre Romain         | Nicolas Gilsoul       |                         |
| 31     | Daniel Rolim olivera     | Carlos Del Barriro    | Peugeot 207 S2000       |
| 32     | Roman Odlozilik          | Martin Turecek        | Skoda Fabia S2000       |
| 33     | Dominique Bruyneel       | Lara Vanneste         | Subaru Impreza N12b     |
| 34     | Stephane Lhonnay         | Kris Botson           |                         |
| 35     | Florian Gonon            | Sandra Arlettaz       | Subaru Impreza STI      |
| 36     | Jonas Langenakens        | Nico Beernaert        |                         |
| 37     | Dave Weston Jr.          | Ieuan Thomas          | Subaru Impreza N2010    |
| 38     | Jurii Protasov           | Łukasz Po             | Subaru Impreza STR09    |
| 39     | Kris Princen             | Bram Eelbode          |                         |
| 40     | Pierre Campana           | Sabrina De Castelli   |                         |
| 41     | Matteo Gamba             | Emanuele Inglesi      |                         |
| 42     | Eric Mauffrey            | Gaetan Houssin        |                         |
| 43     | Kevin Abbring            | Erwin Mombaerts       |                         |
| 44     | Alessandro Bettega       | Simone Scattolin      |                         |
| 45     | Stefaan Prinzie          | Sharon Vermeulen      | Subaru Impreza N12b     |
| 46     | Didier Duquesne          | Bart Ruyssen          |                         |
| 47     | Daniel Barry             | Martin Brady          |                         |
| 48     | Hans junior Weijs        | Bjorn Degandt         |                         |
| 49     | Caren Burton             | Michael Louette       |                         |
| 50     | Matthias Boon            | Daniel Sonck          |                         |
| 51     | Raphael Auquier          | Laurent Dujacquier    |                         |
| 52     | Ronny Foxius             | Jennifer Thielen      |                         |
| 53     | Cedric De Cecco          | Eri Borguet           |                         |
| 54     | Kevin Demaerschalk       | John Lavaerts         |                         |
| 55     | Cédric Cherain           | Cedric Pirotte        |                         |
| 56     | Ghislain De Mevius       | Jerome Humblet        |                         |
| 57     | Jan Cerny                | Pavel Kohout          |                         |
| 58     | Koen Lauwaert            | Kevin Pallen          |                         |
| 59     | Jean michel Raoux        | Celine Charbonnier    |                         |
| 60     | Mathieu Biasion          | Philippe Coquart      |                         |
| 61     | loic Mattei              | Francis Mazotti       |                         |
| 62     | Martin Van Iersel        |                       |                         |
| 63     | Erik Moree               | Pascal Meijs          |                         |
| 64     | Nick Delbeke             |                       |                         |
| 65     | Fabrizio De Sanctis      | Vlag van Italië       |                         |
| 66     | Martin Mc Cormack        | David Moynihan        |                         |
| 67     | Christophe Ledent        | Dominique Verdière    |                         |
| 68     | Thibaut Spillebeen       | Jennifer Rambour      |                         |
| 69     | Damien Simons            | Samuel Maillen        |                         |
| 70     | Nicolas Damsin           | Philippe Weibel       |                         |
| 71     | Davy Vanneste            | Kurt Declerck         |                         |
| 72     | Benoit Lacante           | Marieke Spoelstra     |                         |
| 73     | Frederic Perrard         | Francis Lecercq       |                         |
| 74     | Bob Kellen               | Nathalie Hoffmann     |                         |
| 75     | Bernard Servais          | Diederik Pattyn       |                         |
| 76     | Anthony Martin           | Arnaud Smets          |                         |
| 77     | Filip Pyck               | Ignace Lampaert       |                         |
| 78     | Harry Hunt               | Sebastian Marshall    |                         |
| 79     | Kaspar Koitla            | Andres Ots            |                         |
| 80     | Martin Kangur            | Vlag van Estland      |                         |
| 81     | Karl Kruuda              | Martin Järveoja       |                         |
| 82     | Bert Coene               | Werner Thores         |                         |
| 83     | Jos Hermans              | Jos Laudus            |                         |
| 84     | Geert Bertier            | Sofie Hullak          |                         |
| 85     | Mario Buscemi            |                       |                         |
| 86     | Olivier Demeyere         | Gino Dupont           |                         |
| 87     | Nichias Priem            | Jeroen Wydaeghe       |                         |
| 88     | Geoffrey Vander Schelden | Mathieu Holvoet       |                         |
| 89     | Joost Ghyssel            | Tony Vandamme         |                         |
| 90     | Tim Jones                | Steve Jones           |                         |
| 91     | Luc Vercruysse           | Heikki Lysy           |                         |
| 92     | Rami Jaber               | Mohammed Swaitti      |                         |
| 93     | Geoffroy Defays          | Mergny William        |                         |
| 94     | Vincent Vermeeren        | Johnny Fonteyne       |                         |
| 95     | Renaud Losfeld           | Selim Belbecir        |                         |
| 96     | Didier Cawez             | Frédéric Simon        | Volkswagen Polo 16V     |
| 97     | Frederic Berville        | Brian Renier          | Ford Fiesta ST          |
| 98     | Colin r Smith            | Craig Chapman         | Honda Civic Type R      |
| 99     | Patrick Vandeputte       | Stefaan Deklerck      | Ford Fiesta ST          |
| 100    | Johnny Vandewalle        | Delza Da Silva Gomez  | Renault Clio RS         |
| 101    | Steven Dolfen            | Robin Barbez          | Reanult Clio Ragnotti   |
| 102    | Harry Bouillon           | Laurent Gary          | Peugeot 106             |
| 103    | Renaud Bronkart          | Jaques France         | Nissan Micra            |